# Poa gilgiana
Poa gilgiana är en gräsart som beskrevs av Pilg.. Poa gilgiana ingår i släktet gröen, och familjen gräs. Inga underarter finns listade i Catalogue of Life.